# Malleville-les-Grès
Malleville-les-Grès é uma comuna francesa na região administrativa da Normandia, no departamento de Sena Marítimo. Estende-se por uma área de 3,04 km². Em 2010 a comuna tinha 206 habitantes (densidade: 67,8 hab./km²).